# Comuna Prutivka, Dzerjînsk
Prutivka (în ucraineană Прутівська сільська рада) este o comună în raionul Dzerjînsk, regiunea Jîtomîr, Ucraina, formată din satele Bilkî, Jovtîi Brid, Kosteantînivka, Novohatkî, Novoprutivka și Prutivka (reședința).

## Demografie
Componența lingvistică a satului Prutivka
     Ucraineană (99,45%)
     Alte limbi (0,55%)
Conform recensământului din 2001, majoritatea populației satului Prutivka era vorbitoare de ucraineană (99,45%), existând în minoritate și vorbitori de alte limbi.